# Lacinipolia viridifera
Lacinipolia viridifera är en fjärilsart som beskrevs av Mcdunnough 1937. Lacinipolia viridifera ingår i släktet Lacinipolia och familjen nattflyn. Inga underarter finns listade i Catalogue of Life.